# قیفا
قیفا (به ایتالیایی: Ghiffa) یک کومونه در ایتالیا است که در استان وربانو-کوزیو-اوسولا واقع شده‌است. قیفا ۱۳٫۹۵ کیلومتر مربع مساحت و ۲٬۳۸۵ نفر جمعیت دارد و ۲۰۱ متر بالاتر از سطح دریا واقع شده‌است.